# Первомайск (Слободзейский район)
Первома́йск(рум. Pervomaisc)— населённый пункт на левом берегу Днестра. Согласно административно-территориальному делению непризнанной Приднестровской Молдавской Республики, фактически контролирующей населённый пункт, является посёлком городского типа и расположен на территории Слободзейского района ПМР, согласно административно-территориальному делению Молдавии, является селом и расположен в автономном территориальном образовании с особым статусом Приднестровье Молдавии.

## Население
| Год      | Население |
| -------- | --------- |
| 2004 год | 4 436     |
| 2015 год | 3 599     |

## География
Первомайск расположен в лесостепной зоне. Возле Первомайска течёт река Кучурган. Посёлок находится в непосредственной близости от границы с Украиной.

## История
В 1914 году переселенцы из сёл Глиное и Чобручи построили здесь свои первые дома и создали два хутора: Ново-Глинянский и Ново-Чобручский. В 1946 году хутора объединили и образовали село Первомайское. После застройки верхней части село преобразовали в посёлок.
Улицы: Садовая, Ленина, Мира, Лиманная. После образования ПМР в посёлке была построена таможня, которая является самой загруженной в Приднестровье.

### Расстояния до ближайших городов
| Город      | Расстояние (км.) |
| ---------- | ---------------- |
| Днестровск | 15               |
| Тирасполь  | 25               |
| Слободзея  | 26               |
| Бендеры    | 40               |
| Одесса     | 70               |
| Кишинёв    | 100              |

## Сотовая связь
Представлена оператором Интерднестркомом.

## Первомайская Ливада
Железнодорожная станция, которая находится в Первомайске на территории Приднестровья, является товарной станцией, через которую возят уголь на Молдавскую ГРЭС

## Галерея
- Улица Садовая
- Таможня
- Зима в Первомайске
- Автостанция